# Hydraena indica
Hydraena indica es una especie de escarabajo del género Hydraena, familia Hydraenidae. Fue descrita científicamente por Orchymont en 1920.
Esta especie se encuentra en India.